# Kasavanahalli, Chitradurga
Kasavanahalli là một làng thuộc tehsil Chitradurga, huyện Chitradurga, bang Karnataka, Ấn Độ.